# جایگاه (رمان)
جایگاه (به فرانسوی: La Place) رمانی است که توسط آنی ارنو و با شیوه خودزندگی‌نامه نوشته شده‌است. این رمان توسط انتشارات گالیمار در سال ۱۹۸۳ به چاپ رسیده و برنده جایزه رنودو شده‌است.

## نوشتن زندگینامه
این خودزندگی‌نامه در بازه زمانی نوامبر ۱۹۸۲ تا ژوئن ۱۹۸۳ نوشته شده‌است. آنی ارنو در این اثر خاطرات کودکی خود را به صورت تکه‌تکه و ناکامل بیان می‌کند. آنی ارنو اعتراف کرده‌است که این داستان «زائیدهٔ رنج از دست دادن پدر» اوست.

## خلاصه
داستان با مرگ پدر آغاز شده و سپس یک بازگشت طولانی به زندگی گذشته و کودکی اتفاق می‌افتد. نویسنده، از صفحات ابتدایی، سبک ادبی خود را به تصویر می‌کشد: او زندگی پدر را به سردترین حالت ممکن و در نوشتاری بدون احساس، آنگونه که به نظرش طبیعی می‌آید به تصویر می‌کشد. کل کتاب نشان دهنده است اصل است: روایت یک زندگی ساده، به کمک دایره واژگان ساده، در جملاتی که به افراط بی‌پیرایه هستند».

## نسخه
- محل, پاریس، Afnews Info, 1983. Al. برگ جیب 113 p. شابک ‎۲-۰۷-۰۳۷۷۲۲-۹